# رومن گیموآ
رومن گیموآ (فرانسوی: Romain Guillemois‎؛ زادهٔ ۲۸ مارس ۱۹۹۱) دوچرخه‌سوار اهل فرانسه است.
از باشگاه‌هایی که در آن رکاب زده‌است می‌توان به تیم دوچرخه‌سواری دیرکت انرژی اشاره کرد.